# 5,10-メテニルテトラヒドロメタノプテリンヒドロゲナーゼ
5,10-メテニルテトラヒドロメタノプテリンヒドロゲナーゼ（5,10-methenyltetrahydromethanopterin hydrogenase）は、メタン生成アーキアで見られる酸化還元酵素である。鉄硫黄クラスター不在ヒドロゲナーゼ（iron-sulfur cluster-free hydrogenase、Hmd）とも呼ばれる。発見と同定はマールブルクのマックス・プランク研究所において、タウアーらのグループにより行われた。ヒドロゲナーゼはプロトンの還元と水素分子の酸化を行う酵素である。

## 機能
メタン菌は二酸化炭素をメタンに還元する酵素に依存している。最初の段階では、メテニル基（ギ酸の酸化数）からメチレン基（ホルムアルデヒドの酸化数）への変換を行う。
ヒドロゲナーゼ類の中ではHmdは、二酸化炭素からメタンに直接変換しない点が特徴的である。酵素の天然の基質はメテニルテトラヒドロメタノプテリンである。この化合物は2つの三級アミドに結合したメテニル基を含む。このメテニル基はCO2由来で、図のようにH2を用いた触媒的な還元を受ける。最終的にはメチレン基はさらに還元を受けメタン分子となり、遊離する。
ヒドリドの転移は立体特異的であることも示されている。基質を平面とすると、H2由来のヒドリドはpro-R面に付加する。逆反応でも立体特異性は維持され、付加した方のヒドリドが除去される